# Blairsburg, Iowa
Blairsburg là một thành phố thuộc quận Hamilton, tiểu bang Iowa, Hoa Kỳ. Năm 2010, dân số của thành phố này là 215 người.

## Dân số
Dân số qua các năm:
- Năm 2000: 235 người.
- Năm 2010: 215 người.